# Leonel Herrera Silva
Leonel Marcelo Herrera Silva (* 16. August 1971 in Santiago de Chile) ist ein ehemaliger chilenischer Fußballspieler und heutiger Politiker. Mit dem CSD Colo-Colo gewann der Stürmer die Copa Libertadores 1991. Seit 2012 kandidiert Herrera für den Stadtrat von Santiago.

## Karriere

### Verein
Leonel Herrera spielt seit 1989 in der Profimannschaft des CSD Colo-Colo in der Primera División. Trotz vieler Wechsel, erst innerhalb Chiles zu Deportes Concepción, Deportes La Serena und Deportes Antofagasta, später auch international nach Mexiko zu UAT Correcaminos und in die Schweiz zum FC St. Gallen, kehrte der Offensivspieler wieder zu den Caciques, wie Colo-Colo auch genannt wird, zurück. Seine letzten Karrierestationen verbrachte er bei CD Palestino und bei Audax Italiano, wo er seine Karriere 2002 beendete.
Seine erfolgreichste Zeit hatte Leonel Herrera bei Colo-Colo, mit denen er 1989, 1991, 1993 chilenischer Meister wurde. Sein größter Erfolg war allerdings der Gewinn der Copa Libertadores 1991. Im Finale konnte sich Colo-Colo mit Kapitän Jaime Pizarro gegen den paraguayischen Klub und Titelverteidiger Club Olimpia nach Hin- und Rückspiel durchsetzen. Der eingewechselte Herrera erzielte im Rückspiel den 3:0-Endstand, nachdem das Hinspiel torlos endete.

### Nationalmannschaft
Mit der U-20-Nationalmannschaft nahm Herrera an der U-20-Fußball-Südamerikameisterschaft 1991 teil, bei der Chile als Gruppendritter hinter Brasilien und Argentinien ausschied.

### Politik
Seit 2012 kandidiert Leonel Herrera als Stadtrat von Santiago de Chile. 2012 trat er für die ILH im Bündnis Alianza por Chile und kam mit 2492 Stimmen als letzter Kandidat in den Stadtrat. Seit 2016 ist er für die Unión Demócrata Independiente im Bündnis Chile Vamos. 2016 wurde er wiedergewählt, 2021 verpasste er den Sprung in den Stadtrat knapp.

## Erfolge

### Spieler
Colo-Colo
- Chilenischer Meister (3): 1989, 1991, 1993
- Chilenischer Pokalsieger (1): 1989
- Copa Libertadores (1): 1991

## Sonstiges
Leonel Herrera ist Sohn des früheren Nationalspielers Leonel Herrera Rojas, dessen Cousin Eladio Rojas ebenfalls in der Nationalmannschaft spielte und an der Fußball-Weltmeisterschaft 1962 im eigenen Land teilnahm.